# Публій Корнелій Цетег (претор)
Публій Корнелій Цетег (*Publius Cornelius Cethegus, бл. 130 до н. е. — бл. 66 до н. е.) — політичний та військовий діяч часів Римської республіки.

## Життєпис
Походив з патриціанського роду Корнеліїв Цетегів. Син Публія Корнелія Цетега, монетарія 115–114 років до н. е. Підтримував Гая Марія у боротьбі з оптиматами. У 88 році до н. е. був засуджений Луцієм Корнелієм Суллой до смерті і слідом за Марієм втік до провінції Африка.
У 87 році до н. е. повернувся до Риму разом з переможцем Марієм. У 86-84 роках до н. е. обіймав посаду претора. При поверненні Сулли зі Сходу 83 року до н. е. перейшов на його бік і запропонував свої послуги, ставши вірним посіпакою останнього. У 82 році до н. е. гарантував недоторканність захисникам м. Пренесте, проте коли вони здалися, то були страчені Суллою.
У 77 році до н. е. підозрювався в тому, що має намір підтримати бунтівного проконсула Емілія Лепіда. Протягом 70-х років до н. е. отримав величезний політичний вплив за рахунок свого красномовства і інтриг, ставши великим магістром sotto-governo (неофіційного уряду). У 74 році до н. е. сприяв наданню претору Марку Антонію командування проти піратів, а Луцію Ліцинію Лукулла — як провінцію Кілікію та дозвіл на війну проти Мітридата VI, царя Понту. Тоді ж запропонував судді Стайєну зізнатися в отриманні хабаря у звинуваченого Оппіаніка (відома тоді справа про вбивство). Помер між 70 та 66 роками до н. е.

## Родина
Дружина — Кальпурнія, донька Луція Кальпурнія Пізона Цезоніна, консула 112 року до н. е.
Діти:
- Публій Корнелій Цетег
- Гай Корнелій Цетег, квестор 63 року до н. е. та учасник змови Катіліни.